# Maroshévíz
Maroshévíz (korábban: Gyergyó-Toplica, románul: Toplița, németül: Töplitz) municípium Romániában, Erdélyben, Hargita megyében. Hargita megye északi régióközpontja. A gyergyói fakereskedés és marosi tutajozás egykori központja.

## Fekvése
Gyergyószentmiklóstól 32 km-re északnyugatra, a Maros völgyszorosának kapujában fekszik. Közigazgatásilag hozzá tartozik még Kelemenpatak, Lunkány, Magyaros, Moglán, Székpatak, Válya, Vugány és Zsákhegy.

## Története
Területét székelyek népesítették be, a település valószínűleg egykori irtványtelepből fejlődött ki, 1567-ben említik először. Régibb térképek és okmányokban mindenütt Gyergyó-Toplicza néven találjuk meg. A maroshévízi meleg forrásokat I. Rákóczi György fejedelem 1638-ban maga is meglátogatta, mivel a Siklósi Mihálynak küldött instructióját a gyergyói meleg fürdőkön (in Thermis Gyergyoiensibus) írt alá.
1910-ben 7388 lakosából 4194 román és 2414 magyar volt.
A trianoni békeszerződésig Maros-Torda vármegye Régeni felső járásához tartozott. A település az utóbbi 20 évben jelentősen fejlődött. 2002-ben 15 880 lakosából 11 291 román, 4039 magyar, 486 cigány és 15 német volt. Maroshévíz történetének ismert feldolgozója Czirják Károly helytörténész.
2002-ben nyilvánították municípiummá.

## Látnivalók

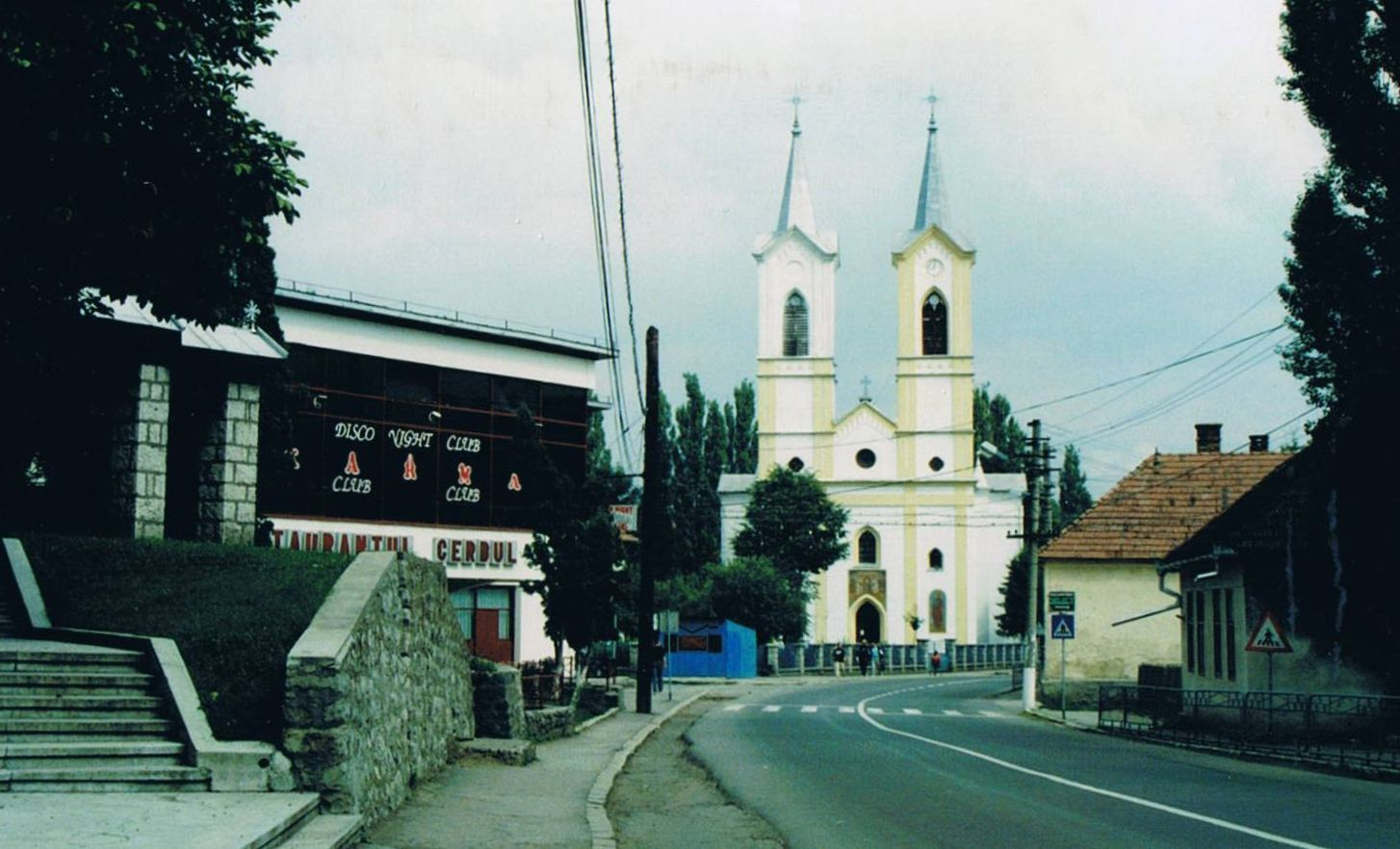
Templom

- A moglanyesti Nagyasszony kolostortemplomot 1658-ban I. György István moldvai fejedelem építtette felesége, Safta részére fából.
- Műemlék fatemplomát, amely a Szent Illés kolostor mellett áll, 1847-ben építették a Maros megyei Gödemesterházán. 1910-ben szállították ide kolostoralapítás céljából, majd 1924 és 1928 között bővítették. Másik ortodox fatemploma 1867-ben épült. Nagy kéttornyú ortodox temploma van.
- Református temploma 1895-ben épült, a második világháborúban megrongálódott, de kijavították.
- A Lázár-kúria 1829-ben épült, ma gyermekotthon.
- Fenyvesek övezte gyógyfürdőtelepe a Fenyő- vagy Bánffy-fürdő üdülőközpont, 655–690 m magasan fekszik, klimatikus gyógyhely. 26 °C-os radioaktív ásványi sókban gazdag termálvize van. A fürdőtelepen 1882-ben Bánffy Dezső építtetett villát, melyet azonban 1999-ben leromboltak. Jelenlegi medencéje 1937-ben épült.[6]
- Az Urmánczy kastély 1903 és 1906 között épült
- Az Urmánczy-fürdő 1959-ben épült a Maros mellett, 25 °C-os vize van
- A várostól 9 km-re első világháborús emlékmű áll.

## Híres emberek
- Itt született és itt is hunyt el Urmánczy Nándor képviselő, politikus, író. 1868-1940.
- Itt született 1868-ban Miron Cristea, a Román Ortodox Egyház első pátriárkája, Románia miniszterelnöke 1938–1939 között.
- Itt született 1914-ben George Sbârcea (művésznevén Claude Romano) zeneszerző, író, műfordító
- Itt született 1965-ben Sarány István újságíró.